# Grindsted Sogn

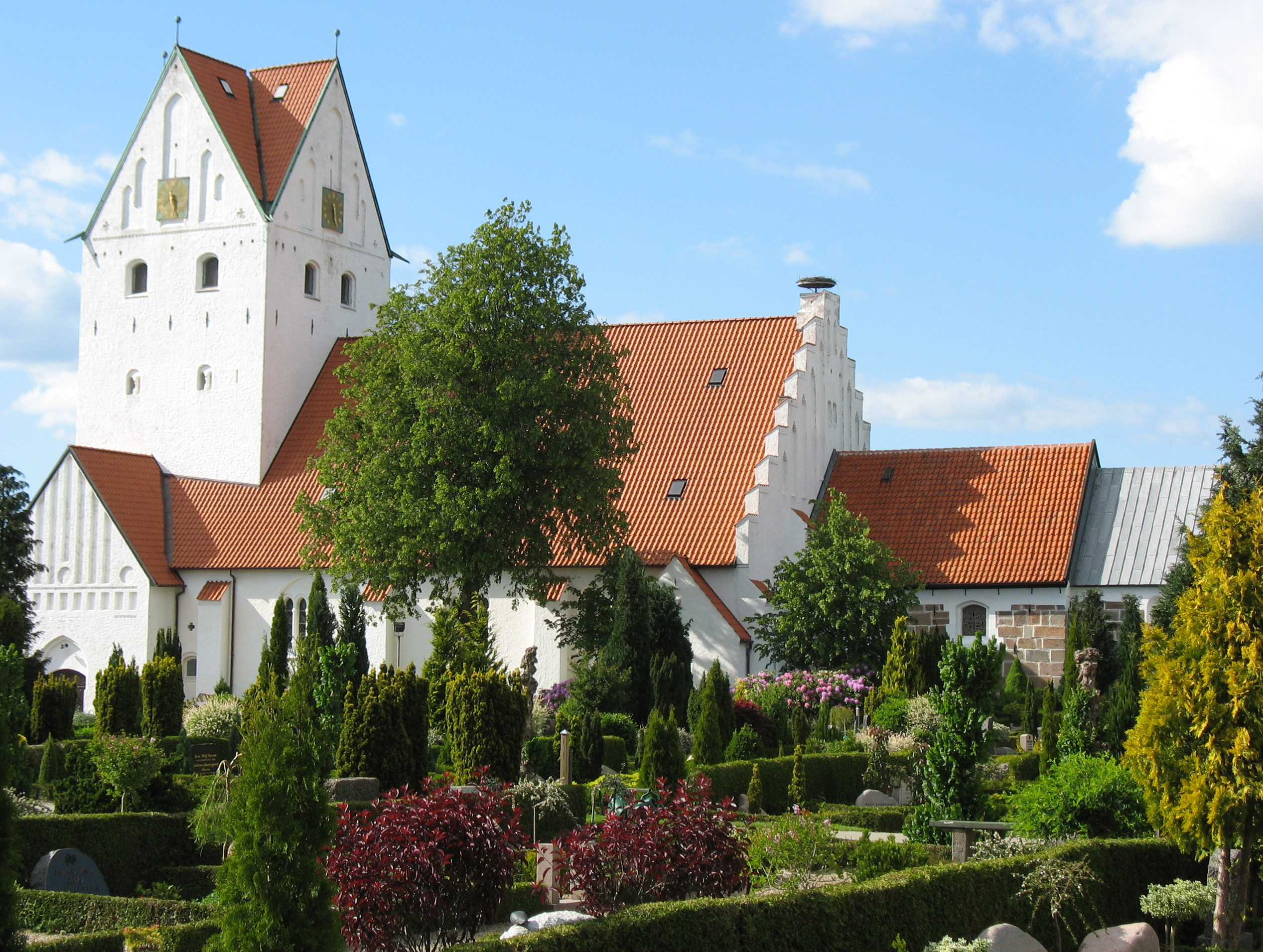
Grindsted Kirke

Grindsted Sogn ist eine Kirchspielsgemeinde (dän.: Sogn) im südlichen Dänemark. Bis 1970 gehörte sie zur Harde Slavs Herred im damaligen Ribe Amt, danach zur Grindsted Kommune im erweiterten Ribe Amt, die im Zuge der  Kommunalreform zum 1. Januar 2007 in der „neuen“  Billund Kommune in der Region Syddanmark aufgegangen ist. Am 1. Oktober 2010 wurden die ehemaligen Kirchenbezirke Mollund Kirkedistrikt und Urup Kirkedistrikt im Grindsted Sogn mit der Abschaffung der dänischen Kirchenbezirke zu selbständigen Sogne Nollund Sogn und Urup Sogn.
Im Kirchspiel leben 10.435 Einwohner, davon 9771 in der Stadt Grindsted, bis 2006 Zentrum der Grindsted Kommune (Stand:1. Januar 2023). Im Kirchspiel liegt die Kirche „Grindsted Kirke“.
Nachbargemeinden sind im Norden Sønder Omme Sogn, im Nordosten Filskov Sogn, im Osten Grene Sogn, im Süden Hejnsvig Sogn und Stenderup Sogn, ferner in der westlich benachbarten Varde Kommune Ansager Sogn, Skovlund Sogn und Ølgod Sogn, sowie Hoven Sogn in der Ringkøbing-Skjern Kommune im Nordwesten.